# Pan-Amerikanische Beachhandball-Meisterschaften 2016
Die Pan-Amerikanischen Beachhandball-Meisterschaften 2016 (spanisch Campeonato Panamericano de Balonmano Playa 2016 beziehungsweise portugiesisch Pan Americanos de Beach Handball 2016) waren die siebte Austragung der kontinentalen Meisterschaft der Amerikas im Beachhandball. Sie wurde vom 30. März bis 2. April des Jahres von der Pan-American Team Handball Federation (PATHF) veranstaltet und fand in der Arena Hugo Rafael Chávez Frías in Macuto im Bundesstaat Vargas, Venezuela, statt. Parallel dazu wurden auch die ersten Juniorenmeisterschaften durchgeführt.
Wie üblich waren die kontinentalen Meisterschaften zugleich das Qualifikationsturnier für die kommenden Weltmeisterschaften im weiteren Jahresverlauf in Budapest, für die sich die beiden Finalteilnehmer qualifizieren konnten. Nicht am Start waren die Mannschaften aus Brasilien, die nach mehreren Verschiebungen aus Termingründen an den Start gehen konnten. Damit rissen sowohl bei den Männern als auch den Frauen nach drei beziehungsweise vier Siegen in Folge die Siegesserien. Für die WM waren beide Mannschaften als Titelverteidiger dennoch qualifiziert. Bei den Frauen waren die Gastgeberinnen aus Venezuela das erste Mal dabei, während die Männer ebenso wie Ecuador, nachdem sie 2014 nicht dabei waren, zurückkehrten. Ebenfalls nach längerer Pause war bei den Männern die Mannschaft der USA wieder dabei. Auf Anhieb gewann die USA den Titel, bei den Frauen gelang dies zum zweiten Mal nach der ersten Austragung des Wettbewerbs für Frauen 2004 der Mannschaft aus Uruguay. Bei den Frauen rückten nach dem Verzicht Brasiliens die Zweit- bis Viertplatzierten Mannschaften dieses Mal um jeweils einen Platz auf. Bei den Männern unterlag die Vertretung Uruguays das fünfte Mal in Folge im Finale. Venezuela wurde bei seiner zweiten Teilnahme zum zweiten Mal Dritter, Argentinien erreichte wie immer mindestens das Halbfinale.
Einschließlich der Nachwuchs-Athleten und -Athletinnen waren etwa 360 Sportler am Start.
| Frauen Details | Macuto, Venezuela | Uruguay            | 2:0 | Argentinien | Paraguay  | 2:1 | Venezuela   |
| Männer Details | Macuto, Venezuela | Vereinigte Staaten | 2:1 | Uruguay     | Venezuela | 2:0 | Argentinien |

## Platzierungen der Mannschaften
| Nation             | Frauen | Männer |
| ------------------ | ------ | ------ |
| Argentinien        | 2      | 4      |
| Ecuador            | –      | 5      |
| Paraguay           | 3      | 6      |
| Uruguay            | 1      | 2      |
| Venezuela          | 4      | 3      |
| Vereinigte Staaten | –      | 1      |
| Teilnehmerzahl     | 4      | 6      |

| Legende | Legende | Legende | Legende              |
| ------- | ------- | ------- | -------------------- |
| 1       | 2       | 3       | Podest-Platzierungen |
| 4       | 4       | 4       | Halbfinalist         |